# Єзнас
Єзнас (вимоваⓘ) — невелике місто у Пренайсьму районі Литви. Знаходиться за 16 км на схід від міста Прєнай вздовж північного берега озера Єзнас.

## Етимологія

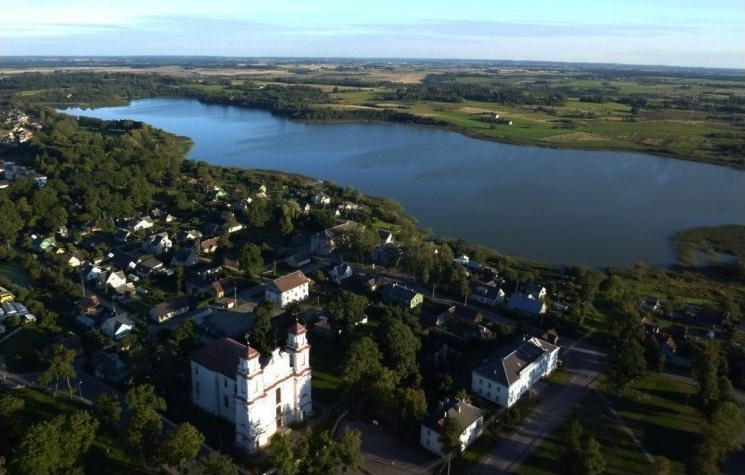
Місто та озеро Єзнас

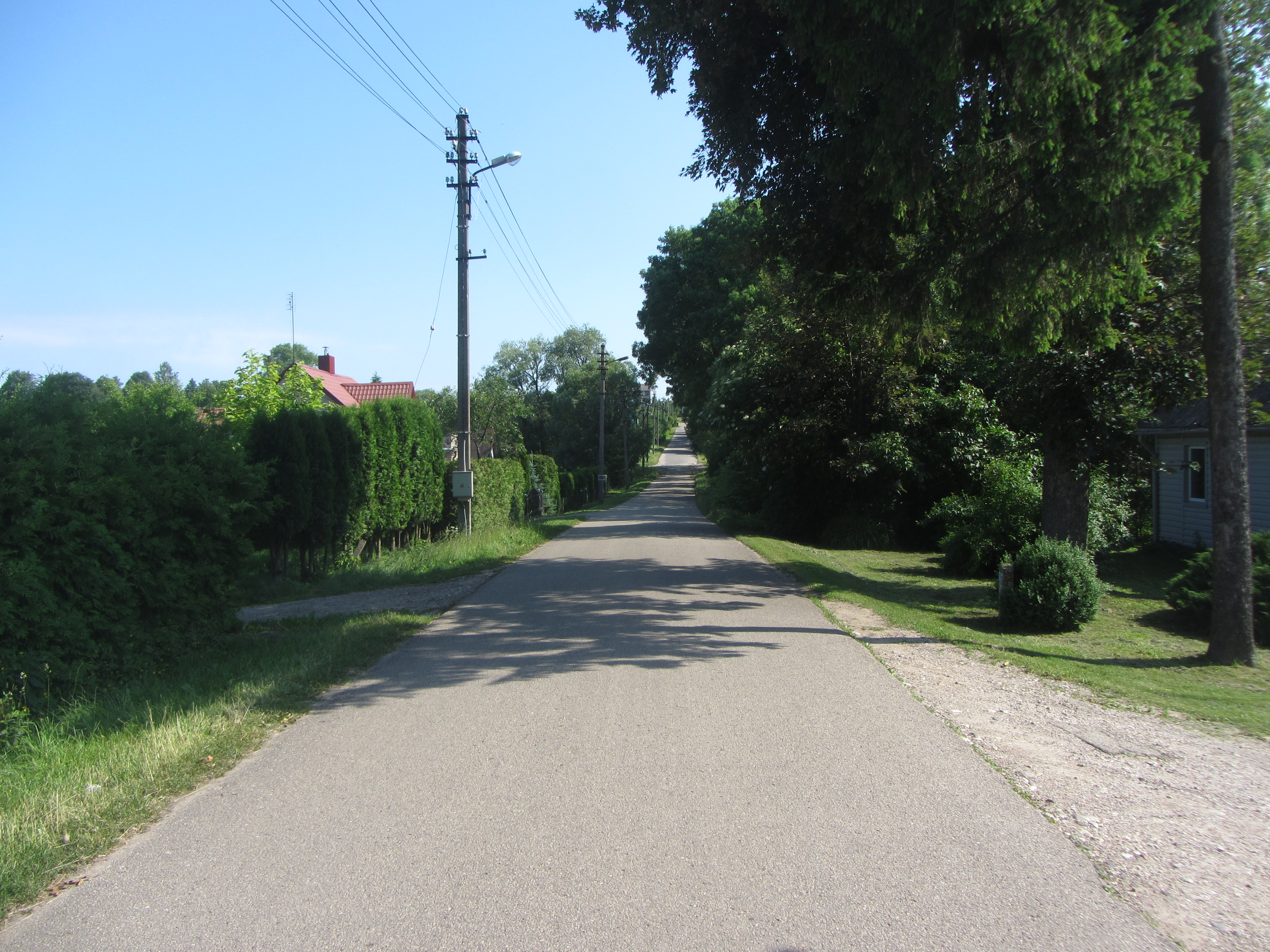
Вулиця в Єзнасі

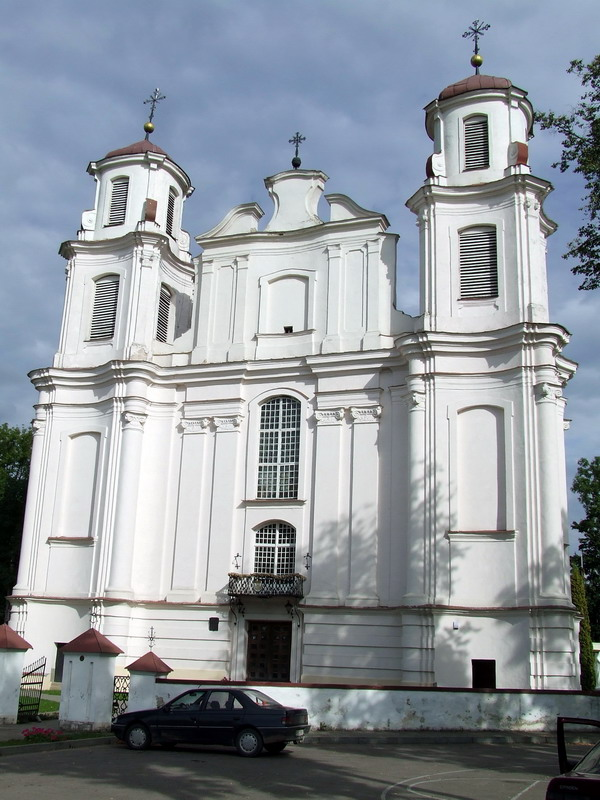
Єзнаська церква

Оскільки в більшості випадків назви води з’являються перед топонімами, подібним чином припускається, що Jiezno є водним топонімом. Однак залишається незрозумілим, яка водна назва була найважливішою для походження назви міста - озеро Єзнас, струмок Єзнеле чи річка Єзніс. Швидше за все, початковою була назва озера, а від неї вже пішли назви міста, річки та струмка. Лінгвіст Казімірес Буга стверджує, що корінь назви озера походить від йотвінзької мови.
На початку 20 століття поселення писалося як 'Jeznas' або 'Jēznas'.
Народна легенда розповідає, що озеро Єзнас було дуже глибоким, ніхто не міг дістати його дна. Казали, що воно бездонне. До Pacai Єзнас належав нащадкам Якатерини. Одного разу, бенкетуючи біля озера, вони вирішили переконатися, що озеро справді бездонне. Один пірнув — дна не дістав, другий так само. Нарешті пірнув третій і недовго пірнав. Усі чекали в шоці. Нарешті він виринув і крикнув: «Есть дно!» («Ось дно!»). Відтоді озеро назвали Єзно, а місто так само залишилося Єзно.

## Історія

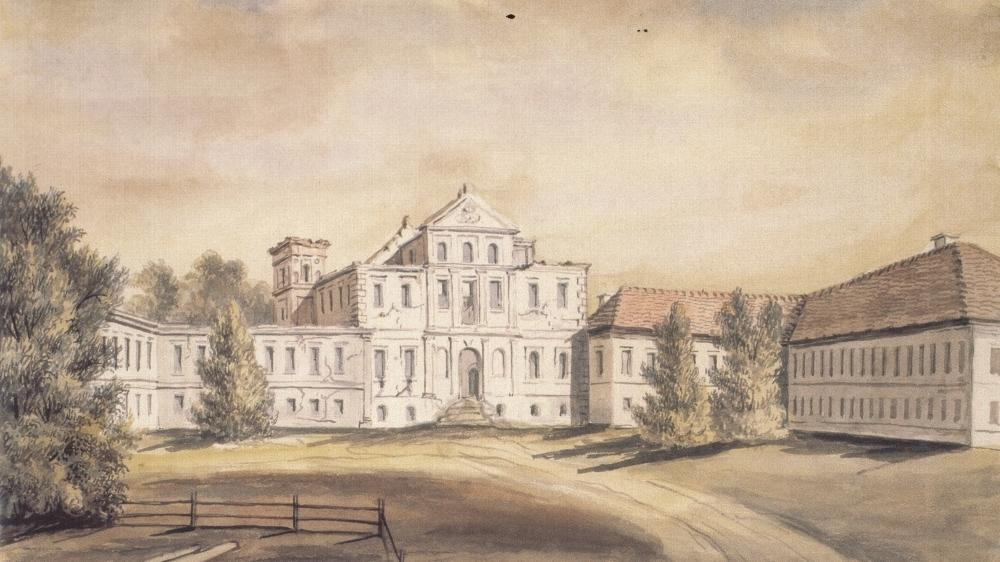
Єзнаський палац, 1875 р.

Вперше Єзнас згадується в письмових джерелах у 1492 р. як власність Великого Князя Литовського. У 1633 поселення придбала родина Паців. Вона сприяла будівництву костелу, який у 1768–1772 рр. було перебудовано у стилі бароко.
Згодом, у XVII-XVIII ст. Єзнас став резиденцією родини Паців. Наприкінці 16 століття існувала євангельсько-реформатська церква, у 1634 її перетворили на католицьку. Перший Єзнаський костел у 1643 збудував Степон Пац. В  середині 17 століття місто було переплановане, 1670 новий Єзнаський костел, збудований Великим князем Литовським Кріступасом Зігмантасом Пакасом.
У 1747 родина Паців збудувала в Єзнасі розкішний палац. У палаці було 12 залів, 52 кімнати, 365 вікон відповідно до кількості місяців, тижнів і днів у році. Палац прикрашали фрески, позолочені гравюри, венеціанські дзеркала. Палац був втрачений через сімейну заборгованість у 1807 та був знищений пожежею в 1837.
На початку 18 століття, під час Північної війни, місто було пограбоване шведською армією. 1710 Єзнас отримав ринок, у 1748 - привілей для людей похилого віку. У 1775 Пац збудував садибу. У 1795 в Єзнасі було 372 жителів з них — 9 ремісників.
1812 Єзнас був пограбований армією Наполеона, хоча тодішній власник садиби Людвік Пакас був ад'ютантом Наполеона, генералом французької армії. Л. Пакас підтримав Листопадове повстання (1830—1831), очолив повстанський корпус, але після придушення повстання змушений був тікати за кордон. 1837 частина міста та садиба Єзнас згоріли, палац більше не відбудовувався.
Місто почало швидко розростатися в другій половині 19 століття після будівництва дороги Каунас–Друскінінкай. У 1897 тут проживало 1255 осіб. У 1909 було 5 вулиць (головні - Діджойї та Пуньос).

### 20 століття
На початку проголошення Литвою незалежності під час совєцько-литовської війни Єзнас став осередком бойових дій. 10 — 13 лютого 1919 тут відбулася велика битва між литовцями, яким допомагали німці, та більшовиками. Червона Армія зайняла Вільнюс і готувалася до походу на Каунас, але в Єзнасі зустріла великий опір: литовці атакували більшовиків, але за рахунок менших сил бій програли, загинуло 18 добровольців, десяток полонених. 13 лютого, отримавши підкріплення, литовці розбили більшовиків і змусили їх відступити. Це була важлива перемога, яка завадила Червоній армії увійти до Каунасу. Цю битву вшановує герб, розроблений Арвідасом Каждайлісом у 2002 р. На гербі зображено алегоричну фігуру жінки, що символізує перемогу. Вона тримає золоту дубову гілку, символ сили.
1924 садиба в Єзнасі була парцельована. У 1930 В Єзнасі було 117 будинків, діяли лісопилка, паровий млин, 18 складів. 1939 заснована бібліотека.
Після Другої світової війни в околицях Єзнаса діяли партизани збірних "Гележініс Вілкос" і "Дзукіс" Тауразького повіту. Для тих, хто загинув, у 1989 встановлено хрест, у 1991 — пам'ятник.
З 1952 до 1960 — центр Єзнаського району. 28 грудня 1956 Єзнас отримав міські права. За совіцьких часів тут була матрацно-пошивна фабрика, філія Каунаського електромоторного заводу, тракторна майстерня. Є лікарня підтримуючого лікування, центр первинної медико-санітарної допомоги, музична школа, спецшкола-інтернат, будинок культури, дитячий будинок-інтернат, якими опікується фонд «Jiezno vaikii».
У 2002 затверджений герб Єзнаса.

## Назва
Jieznas — литовська назва міста. Транскрибовані версії литовської назви іншими мовами включають польську: Jezno, білоруську: Езна, Yezna, ідиш : יעזנע, Yiezne.

## Архітектура
Вулична сітка міста — правильний прямокутник із помітною композиційною віссю, характерною для періоду бароко. У центральній частині Єзнаса утворено чотирикутну площу. Барокова подвійна вежа Церкви Архангела Михаїла та Іоанна Предтечі, збудована 1670, перебудована 1772, прямокутна в плані, однонавна, з криптою. Всередині церкви зберігся цінний настінний розпис (1770-1772, невідомий італійський художник), два мідні дзвони (1770 та 1878).
У колишній  Єзнаській садибі, збудованій у другій половині 18 ст. — першій половині 19 ст., західному корпусі палацу Паців, відомий своєю пишністю та розкішшю, зберігся (після 1953 змінений реконструкцією) куметин, господарська забудова та парк змішаного плану, закладений у першій половині XVIII ст..